# Mannequin (film, 1987)
Pour les articles homonymes, voir Mannequin.
Série
Mannequin Two: On the Move
(1991)
Pour plus de détails, voir Fiche technique et Distribution.
Mannequin est une comédie romantique américaine, réalisée par Michael Gottlieb, sortie en 1987. Elle est interprétée par Andrew McCarthy, Kim Cattrall, Meshach Taylor, James Spader, G. W. Bailey et Estelle Getty.

## Synopsis
Jonathan Switcher est un jeune artiste à la recherche de sa vocation. Il enchaîne les petits boulots et sculpte des mannequins de vitrines. Il sculpte un jour un mannequin pour le centre commercial où il est employé. Il est si parfait, qu'il en tombe amoureux. Un jour le mannequin prend vie...
L'histoire est inspiré par celle de Pygmalion et Galatée.

## Fiche technique
- Titre : Mannequin
- Réalisation : Michael Gottlieb
- Scénario : Edward Rugoff et Michael Gottlieb
- Photographie : Tim Suhrstedt
- Production : Art Levinson
- Pays de production :  États-Unis
- Durée : 90 minutes
- Dates de sortie : 
  - États-Unis : 13 février 1987
  - France : 8 avril 1987

## Distribution
- Andrew McCarthy (VF : Bernard Gabay) : Jonathan Switcher
- Kim Cattrall (VF : Emmanuèle Bondeville) : Emmy
- Estelle Getty (VF : Mony Dalmès) : Claire Timkin
- James Spader (VF : Edgar Givry) : Richards
- G. W. Bailey (VF : Patrick Préjean) : Felix
- Carole Davis (en) (VF : Frédérique Tirmont) : Roxie
- Stephen Vinovich (VF : Claude Giraud) : B. J. Wert
- Christopher Maher (VF : Jean-Luc Kayser) : Armand
- Meschach Taylor (VF : Pascal Légitimus) : Hollywood

## Autour du film
Le film inclut le tube de Starship : Nothing's Gonna Stop Us Now.
Il donna lieu à une suite : Mannequin Two: On the Move.
Particularité : ce film n'a jamais fait l'objet d'une diffusion à la télévision française.
Il est actuellement disponible via MGM sur la plate-forme Prime vidéo.
Le film est mentionné dans l'épisode 11 de la saison 5 de la série Elementary.